# Jermain Hollman
Jermain Hollman (* 18. Oktober 1980 in Southampton, Suffolk County, New York) ist ein US-amerikanischer Schauspieler und Model.

## Leben
Hollman wurde auf Long Island geboren und besuchte in Westhampton Beach die dortige High School. 1998 gewann er mit seiner Basketballmannschaft die New York State Class B Championship mit einem ungeschlagenen Rekord von 28:0. Er wurde daraufhin zum New York State Class B-Spieler des Jahres ernannt und seine Rückennummer 23 wird an seiner High School nicht mehr vergeben. Er hat einen Abschluss an der New York Institute of Technology und lernte das Schauspiel am Sedgwick-Russell Acting Studio in New York City. Anschließend sammelte er als Schauspieler im Improvisationstheater bei Gotham City Improv in New York City als Mitglied der Improvisationstruppe Wet Pyjamas erste Erfahrungen auf der Bühne. Es folgten Modeljobs für Ford. Er wurde auch für Werbekampagnen gebucht und war in Werbespots für Unternehmen wie die Bayer AG, Verizon Communications und Yadea, gemeinsam mit Vin Diesel, zu sehen. Außerdem war er auch auf verschiedenen nationalen Printkampagnen abgelichtet.
Der 1,96 Meter große Hollman debütierte in zwei Episoden der Fernsehserie Is It Me? und im Kurzfilm The Death of a Prince als Schauspieler. Danach folgten Statistenrollen als Basketballspieler in einzelnen Episoden der Fernsehserien Person of Interest, Law & Order: Special Victims Unit und The Jim Norton Show sowie im Spielfilm Der Lieferheld – Unverhofft kommt oft. 2015 war er im Musikvideo zum Lied Ain't Shit Changed von Cal Scruby und Chris Brown wieder als Basketballspieler zu sehen. In den nächsten Jahren folgten Besetzungen in Kurzfilmen bis zu Charakterrollen in Spielfilmen wie Triassic World oder Roberto.

## Filmografie
- 2012: Is It Me? (Fernsehserie, 2 Episoden)
- 2012: The Death of a Prince (Kurzfilm)
- 2013: Person of Interest (Fernsehserie, Episode 2x14)
- 2013: Law & Order: Special Victims Unit (Fernsehserie, Episode 14x18)
- 2013: Der Lieferheld – Unverhofft kommt oft (Delivery Man)
- 2014: The Jim Norton Show (Fernsehserie, Episode 1x04)
- 2014: CollegeHumor Originals (Fernsehserie, eine Episode)
- 2015: Parks and Recreation (Fernsehserie, Episode 7x06)
- 2015: Castle (Fernsehserie, Episode 8x07)
- 2015: Houghton Heights (Fernsehserie, 3 Episoden)
- 2015: Self Promotion (Fernsehfilm)
- 2016: Colony (Fernsehserie, Pilotfolge)
- 2016: 31
- 2016: Serena (Kurzfilm)
- 2016: The 10 Kinds of Roommates You Meet on Craigslist (Kurzfilm)
- 2016: Hope 4 Dating in LA (Kurzfilm)
- 2016: Leap (Kurzfilm)
- 2016: Rayven Choi (Kurzfilm)
- 2017: Glory Days (Kurzfilm)
- 2017: Escape the Night (Fernsehserie, 2 Episoden)
- 2017: Nconvenience (Kurzfilm)
- 2018: Bougie Ass Brandon (Kurzfilm)
- 2018: Triassic World (Fernsehfilm)
- 2018: Where Branches Break (Kurzfilm)
- 2018: Rich Africans (Fernsehserie, Episode 1x04)
- 2018: Star Kids (Fernsehserie, Pilotfolge)
- 2018: Call Center (Fernsehserie, 3 Episoden)
- 2019: Never Make It Through (Kurzfilm)
- 2019: Deleted (Kurzfilm)
- 2020: Cousin Rome (Fernsehserie)
- 2020: Quarantine Divorce Court (Kurzfilm)
- 2020: Roberto (Fernsehfilm)
- 2021: When Devils Play (Kurzfilm)